# Jan Marchlewski
Jan Henryk Marchlewski (ur. 18 września 1908 w Krakowie, zm. 3 lipca 1961 tamże) – polski zoolog, ornitolog, anatom (anatomia porównawcza zwierząt), profesor Uniwersytetu Jagiellońskiego i Wyższej Szkoły Rolniczej w Krakowie (obecnie Uniwersytet Rolniczy).

## Życiorys
Był synem Leona Marchlewskiego, biochemika, profesora UJ, i Fanny z domu Hargreaves. Miał dwóch braci: Teodora i Marcelego.
Po ukończeniu krakowskiego VII Państwowego Gimnazjum Realnego im. Adama Mickiewicza podjął w roku 1927 studia przyrodnicze na Wydziale Filozoficznym Uniwersytetu Jagiellońskiego. Tytuł magistra filozofii otrzymał w roku 1939. W czasie studiów pracował jako asystent. Do roku 1936 był wolontariuszem, a w latach 1936–1939 – asystentem w Zakładzie Anatomii Porównawczej.
W czasie II wojny światowej przebywał w Konarach, pracując w  gospodarstwie rolnym, zakupionym przez ojca w roku 1910 (był jego współwłaścicielem).
W latach 1945–1953 pracował ponownie w Zakładzie Anatomii Porównawczej UJ, początkowo jako starszy asystent, a następnie – adiunkt. Prowadził wykłady i ćwiczenia dla studentów Wydziału Rolniczego UJ (zob. historia Uniwersytetu Rolniczego im. Kołłątaja). Stopień doktora otrzymał w roku 1947. Od roku 1953 był samodzielnym pracownikiem naukowym Wydziału Zootechnicznego (Katedra Anatomii Zwierząt) w Wyższej Szkole Rolniczej, utworzonej przez przekształcenie Wydziału Rolniczego UJ. Od roku 1954 był zastępcą profesora, a od czerwca 1955 roku zajmował stanowisko profesora nadzwyczajnego.

## Tematyka badań naukowych

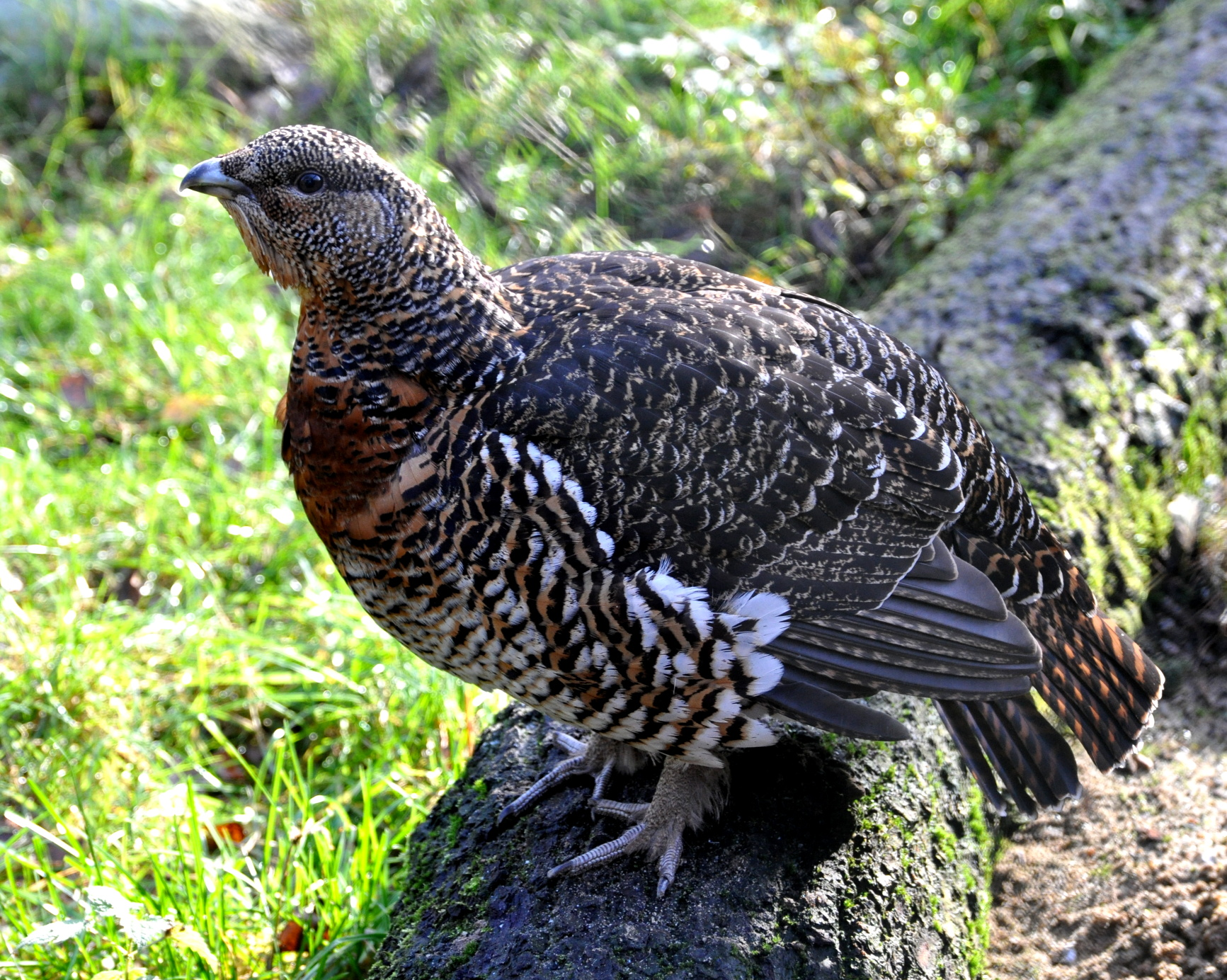
Samica głuszca

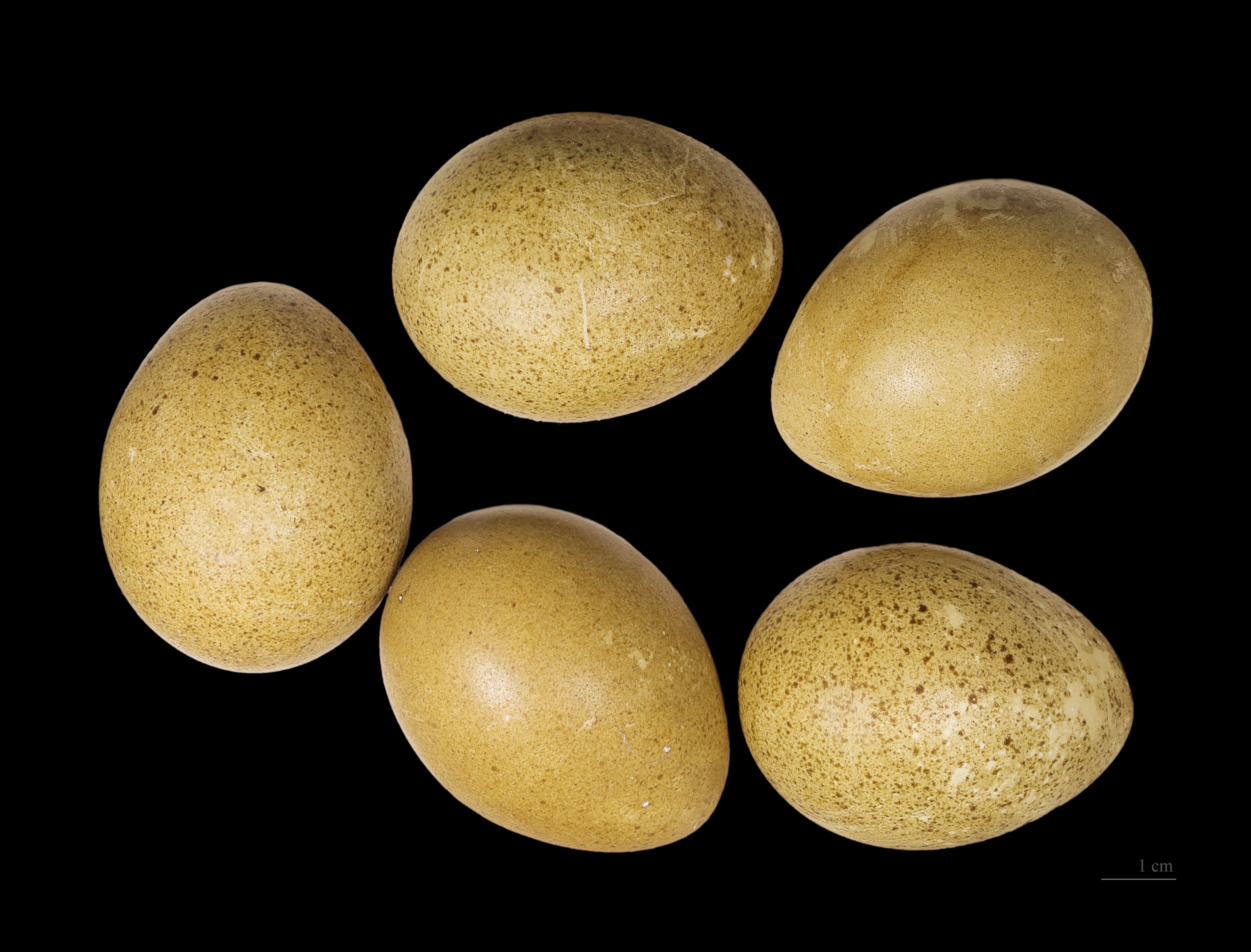
Jaja głuszca zwyczajnego

Specjalizował się w zakresie ornitologii. Prowadził badania naukowe m.in. w zakresie anatomii porównawczej, faunistyki, hodowli zwierząt. Stopień doktora otrzymał na podstawie pracy nt. Naczynia krwionośne jajowodu w stanie spoczynku i w stanie czynnym u wróbla domowego. W tym samym okresie badał możliwości krzyżowania kuraków, m.in. uzyskał krzyżówki:
- srebrnej bażancicy z kogutem rasy zielononóżki,
- bażancicy złotej z kogutem Leghorna.

Mieszańce przeżywały 3–6 lat, jednak były bezpłodne.
Od roku 1951 Jan Marchlewski prowadził próby udomowienia kuraków leśnych – głuszca, jarząbka i cietrzewia. Uzyskał w warunkach sztucznych trzy pisklęta głuszca z jaj przywiezionych z Tatr. Wyhodował w niewoli dwie samice i jednego samca. Uzyskał zapłodnione jaja, jednak nie udało się doprowadzić do wylęgu piskląt.

## Publikacje (wybór)
Przed wybuchem II wojny światowej opublikował m.in. następujące prace naukowe i popularnonaukowe: 
- 1932 – Gospodarka łowiecka w Tatrach[2] („Kur. Lit.-Nauk.”)
- 1933 – Rozwój naczyń krwionośnych w jamie czołowej świń
- 1935 – Studies on the Motility of Spermatozoa of the Domestic Cock outside the Organism, Recherches sur la motilité des spermatozoïdes de coq en dehors de l'organisme[5], Badania nad ruchliwością plemników kogucich poza organizmem[1] (współautor: Zygmunt Grodziński)
- 1937 – Bastardy perlic (Numidameleagris L.) i kura domowego (Gallus domesticus L.) otrzymane drogą sztucznej inseminacji[1]
- 1938 – The Influence of the Serum upon the Motility of Spermatozoa of the Domestic Cock[5], Wpływ surowicy krwi na ruchliwość plemników koguta[1]  (współautor: Zygmunt Grodziński)
- 1938 – Klucz do oznaczania ptaków Polski[1][2][5] (współautor:  Andrzej Dunajewski)
- 1938 – Zwierzęta ginące i ich ochrona: ssaki i ptaki, Biblioteczka Biologiczna[2][5]

Spośród prac ogłoszonych po wojnie wymieniane są:
- 1946, 1948 – Materiały do rozmieszczenia głuszca (Tetrao Urogallus Linn.), cietrzewia (Lyrurus Tetrix Linn.) i jarząbka (Tetrastes Bonasia Linn.) w Polsce[5]
- 1947 – Album krajowych zwierząt chronionych[2][5]
- 1948 – Naczynia krwionośne jajowodu w stanie spoczynku i w stanie czynnym u wróbla domowego (praca doktorska)[1]
- 1948 – Gady wymarłe epok minionych[5]
- 1948 – Dlaczego kukułka kuka[5]
- 1949 – Gniazda ptaków[5]
- 1949 – Z tropu w trop ... czyli Czytanie tropów i śladów zwierząt: opowiadania przyrodnicze dla młodzieży[5]
- 1951, 1957 – Próby sztucznej hodowli kuraków leśnych[1][2]
- 1952 – Dalsze próby sztucznej hodowli kuraków leśnych[1][2]
- 1959 – Kuropatwy (Perdix perdix Linn.) z Doliny Pięciu Stawów Polskich w Tatrach[1][2][5]

## Życie osobiste
Ożenił się z Marią z domu Nagelholtz. Nie mieli dzieci.
Był czynnym członkiem organizacji łowieckich, m.in. prezesem Wojewódzkiej Rady Łowieckiej w Krakowie.
Zmarł w Krakowie w roku 1961. Został pochowany na cmentarzu Rakowickim (pas 5, wsch.).

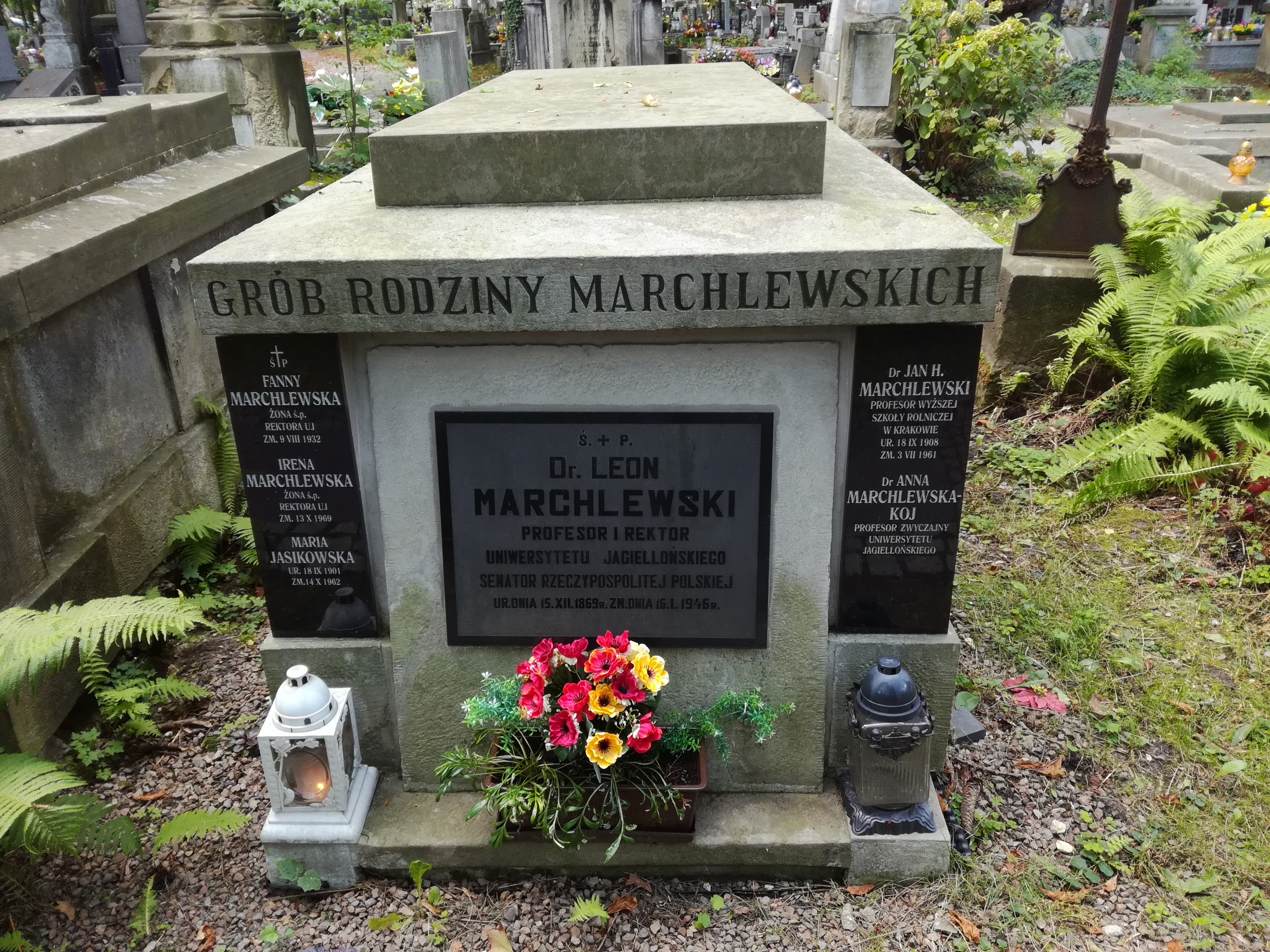
Grób prof. Jana Marchlewskiego na cmentarzu Rakowickim w Krakowie